# Dangerously in Love (Album)

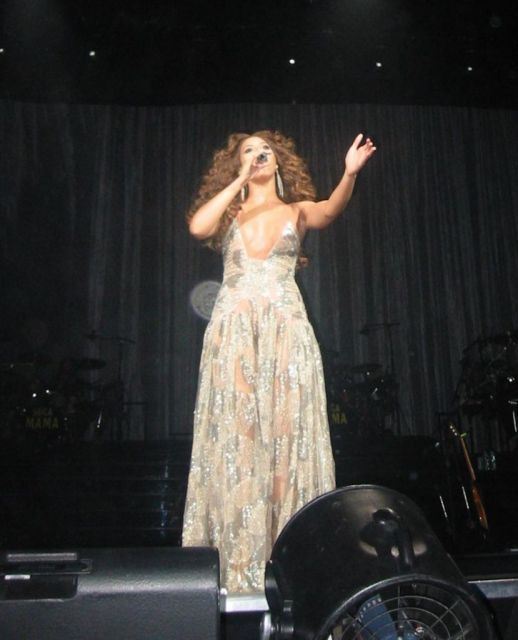
Beyoncé singt den Titelsong Dangerously in Love 2.

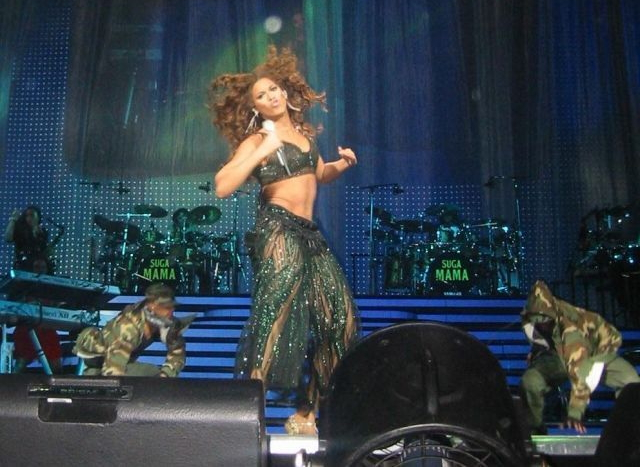
Beyoncé singt Baby Boy.

Dangerously in Love ist das Solo-Debütalbum der US-amerikanischen R&B-Sängerin Beyoncé. Das Album erschien im Juni 2003, während ihre Girlgroup Destiny’s Child eine Pause einlegte und avancierte zum weltweiten Nummer-eins-Erfolg sowie Millionenseller.

## Hintergrund
Knowles begann ihre Karriere Ende der 1990er-Jahre als Leadsängerin der Contemporary-R&B-Gruppe Destiny’s Child. Laut Corey Moss von MTV News wollten die Fans Knowles auch als Solo-Sängerin zu sehen. Während die Girlgroup Ende 2000 ihr drittes Album Survivor aufnahm, gab Knowles bekannt, dass die Gruppe eine Pause einlegen wird, damit sich die Sängerinnen Soloprojekten widmen können. Diese Idee stammt von Knowles Vater Mathew Knowles, dem Manager der Gruppe.
Michelle Williams veröffentlichte im April 2002 als erste ihren Solodebüt Heart to Yours. Währenddessen versuchte sich Knowles als Schauspielerin in der Komödie Austin Powers in Goldmember und nahm ihre erste Solo-Single Work It Out auf, das auf dem Soundtrack zum Film erschien. Kelly Rowland arbeitete mit dem amerikanischen Rapper Nelly auf dessen Single Dilemma zusammen, die in den USA zehn Wochen lang die Billboard Hot 100 anführte. Ihr Soloalbum Simply Deep erschien 2002. Knowles war auch als Schauspielerin in Fighting Temptations zu sehen und nahm eine weitere Single auf. Im Jahr 2002 arbeitete Knowles mit ihrem damaligen Freund Jay-Z bei dessen Hit ’03 Bonnie & Clyde zusammen, der in den USA Platz vier erreichte und in der Schweiz ein Nummer-eins-Hit wurde. Das Lied machte Knowles auch als Solokünstlerin bekannt, und sie begann in der Folge mit der Aufnahme zum Album Dangerously in Love.

## Aufnahme
Bevor Knowles mit den Arbeiten an Dangerously in Love begann, wählte sie die Produzenten aus, mit denen sie zusammenarbeiten wollte. Zwei Tage lang hatte Knowles Termine und Gespräche mit Produzenten der West- und der Ostküste Amerikas. Knowles begann mit den ersten Aufnahmen in Miami (Florida). Dort arbeitete sie mit dem kanadischen Produzenten Scott Storch, dem ersten Produzenten, den sie für ihr Album aussuchte. In den folgenden Monaten lebte sie in einem Hotel in Miami, das sich in der Nähe des Aufnahmestudios befand.
Wie schon bei Survivor, übernahm Knowles auch beiDangerously in Love Teile der Produktion. Sie schrieb bei den meisten Lieder mit und entschied wie produziert und abgemischt wurde. Auch wenn sie nicht für die Rhythmen des Albums verantwortlich zeichnet, so brachte sie sich bei den Melodien der Lieder ein und überzeugte die Produzenten von ihren Ideen. Dafür gilt sie als Co-Writerin und Koproduzentin des Albums. Außerdem ist sie neben ihrem Vater Matthew Knowles als ausführender Produzent genannt. Insgesamt wurden 43 Lieder aufgenommen, wobei es nur 15 auf die endgültige Version des Albums schafften.
Laut Knowles fühlten sich die Aufnahmen der Lieder ohne ihren Gruppenmitgliedern als „Befreiung und therapeutisch“ an. Die Abhängigkeit von Destiny’s Child machte es Knowles schwerer, „ihre Kreativität auch als Solokünstlerin“ zu behalten. Damit Knowles auch als Solokünstlerin Erfolg hatte, suchte sie nach weiteren Künstlern, die Interesse zeigten, mit ihr zusammenzuarbeiten. Nachdem die Aufnahmen fertig waren, sandte Knowles Kopien der Aufnahmen an die Gastkünstler, mit denen Knowles bei den Liedern zusammenarbeiten wollte. Neben Jay-Z bekam Knowles auch die Möglichkeit, mit dem jamaikanischen Dancehall-Musiker Sean Paul und der amerikanischen Rapperin Missy Elliott zusammenzuarbeiten. Knowles arbeitete auch mit Timbaland beim Lied Wrapped Around Me zusammen, das es jedoch aus unbekannten Gründen nicht auf die endgültige Albumfassung schaffte.
Der Albumname Dangerously in Love basiert auf einem Lied mit diesem Titel, das Knowles bereits für Survivor geschrieben hatte. Dangerously in Love unterschied sich jedoch zu sehr von den weiteren Liedern auf dem Destiny’s-Child-Album. So wurde es zwar mit auf das Album genommen, jedoch entschied sich die Gruppe, das Lied nicht als Single zu veröffentlichen. Nachdem Knowles mit den Arbeiten an ihrem Debütalbum begonnen hatte, entschied sie sich das Lied erneut zu verwenden. Ursprünglich sollte das Album Ende 2002 erscheinen, jedoch wurde dieser Plan geändert, damit stattdessen Kelly Rowland ihr Album veröffentlichen konnte, solange der Erfolg ihrer Single Dilemma noch anhielt. Da der Plan nicht vorsah, dass zwei Destiny’s-Child-Mitglieder gleichzeitig ihr Album veröffentlichen und somit konkurrieren würden, wurde die Veröffentlichung von Dangerously in Love auf 2003 verschoben, somit blieb Knowles noch länger Zeit um am Album zu arbeiten. Dies erlaubte ihr auch, weitere Lieder aufzunehmen, darunter die erste Single Crazy in Love. Ende 2002 legte Knowles an der Arbeit zu Dangerously in Love eine Pause ein, um mit Destiny’s Child eine Weihnachtstournee zu unternehmen. Nach einigen Monaten begann Knowles im März 2003 wieder mit den Arbeiten an ihrem Album und nahm unter anderem noch Lieder mit Sean Paul und P. Diddy auf.

## Musik
Knowles’ Vater und Manager sagte, dass Dangerously in Love ihre musikalischen Wurzeln zeige. Während Williams und Rowland eher Gospel- und Popmusik veröffentlichten, fokussierte sich Knowles auf zeitgenössische R&B-Musik. Das Album konzentriert sich sowohl auf schnellere R&B-Stücken und Club-orientierten Liedern, als auch auf Balladen und ruhigere Slow-Jam-Titel in der zweiten Hälfte. Knowles sagte dazu, dass ihr Album eine gute Balance zwischen Balladen und schnelleren Titeln habe. Insgesamt sind jedoch deutlich mehr Balladen auf dem Album vertreten.
Laut Knowles wollte sie sich mit dem Album als wirkliche Künstlerin akzeptiert sehen. Deswegen kamen sehr viele musikalische Einflüsse und Genres auf das Album. Es enthält Contemporary-R&B-, Hip-Hop/Rap-, Soul- und Rock-Einflüsse. Die Hip-Hop-Einflüsse stammen von Jay-Z, OutKast, Missy Elliott und Lil’ Kim; die Reggae-Einflüsse von Sean Paul; und dank den Produzenten Storch enthält das Album auch Einflüsse aus der orientalischen bzw. arabischen Musik. Seine Arbeit an dem Album gibt dem Werk einen Einfluss auch aus der Musik des mittleren Ostens. Für die Vielseitigkeit der Musik nutzten Knowles und ihre Produzenten für die Musik sehr viele unterschiedliche Musikinstrumente.

### Inhalt und Interpretationen
Als ’03 Bonnie & Clyde Ende 2002 als Single veröffentlicht wurde, spekulierten die Kritiker, dass Knowles und Jay-Z eine Beziehung haben. Trotz viele Gerüchte verrieten Knowles und Jay-Z nichts über eine gegenseitige Beziehung. Dennoch gibt es auf dem Album Andeutungen: Im Lied Signs singt Knowles darüber, in jemanden verliebt zu sein, der als Sternzeichen Schütze ist. Jay-Z hat dieses Sternzeichen.
Knowles sagte, dass Dangerously in Love inhaltlich mit den Destiny’s-Child-Alben vergleichbar sei. Aber da Knowles nur für sich selbst schreiben musste, hatte sie die Gelegenheit auch persönlichere Themen auf dem Album zu verarbeiten. Neben einem Stück, das die verschiedenen Stadien eines romantischen Verhältnisses beschreibt, enthält Dangerously in Love Lieder, die von der Liebe und von der Ehrlichkeit handeln.
Während sich einige Lieder auf die „Schönheit der Liebe“ fokussieren, behandelt das Album aber auch andere Themen, wie „Trennung“ und „Kontrolle“. Mit dem Lied Daddy (mit der Cellistin Nioka Workman) zollt Beyoncé Tribut an ihren Vater und Manager. Das Lied drückt auch Beyoncés Wunsch aus, dass ihr zukünftiger Ehemann dieselben Fähigkeiten und Eigenschaften wie ihr Vater haben soll. Ursprünglich sollte es nicht auf das Album, weil sie damit infantil erscheinen könnte, aber schließlich entschloss sie sich das Album mit diesem Lied ausklingen zu lassen.

## Titelliste
1. Crazy in Love (feat. Jay-Z) – (Beyoncé Knowles, Rich Harrison, Shawn Carter, Eugene Record) – 3:56
2. Naughty Girl – (B. Knowles, Scott Storch, Robert Waller, Angela Beyince, Pete Bellotte, Giorgio Moroder, Donna Summer) – 3:29
3. Baby Boy (feat. Sean Paul) – (Beyoncé Knowles, Scott Storch, Sean Paul, Robert Waller, Shawn Carter) – 4:04
4. Hip Hop Star (feat. Big Boi & Sleepy Brown) – (B. Knowles, Bryce Wilson, Makeda Davis, Big Boi, S. Carter) – 3:43
5. Be With You – (B. Knowles, Rich Harrison, Angela Beyince, Shuggie Otis, George Clinton, Jr., Bootsy Collins, Gary Cooper) – 4:20
6. Me, Myself & I – (Beyoncé Knowles, Scott Storch, Robert Waller) – 5:01
7. Yes (Beyoncé Knowles, Bernard Edwards, Jr., Shawn Carter) – 4:19
8. Signs (feat. Missy Elliott) – (Missy Elliott, Nisan Stewart, Craig Brockman) – 4:59
9. Speechless – (Beyoncé Knowles, Andreao Heard, Sherrod Barnes, Angela Beyince) – 6:00
10. That’s How You Like It (feat. Jay-Z) – (D. Andrews, B. Bridgeman, S. Carter, R. DeBarge, E. DeBarge, Etterlene Jordan) – 3:40
11. The Closer I Get to You (Duett mit Luther Vandross) – (James Mtume, Reggie Lucas) – 4:57
12. Dangerously In Love 2 – (Beyoncé Knowles, Errol McCalla, Jr.) – 4:54
13. Beyoncé Interlude – (Beyoncé Knowles) – 0:16
14. Gift From Virgo – (Beyoncé Knowles, Shuggie Otis) – 2:46
15. Daddy (Hidden Track) – (Beyoncé Knowles, Mark Batson) – 4:57

Bonustitel
1. Bienvenue (IAM feat. Beyoncé) – (Akhenaton, Shurik’n, Deni Hines) – 4:05
2. Work It Out – (Beyoncé Knowles, Pharrell Williams, Chad Hugo) – 4:06
3. ’03 Bonnie & Clyde (Jay-Z feat. Beyoncé) – (S. Carter, Kanye West, Prince, D. Harper, R. Rouse, Tupac Shakur, Tyrone Wrice) – 3:27
4. What’s It Gonna Be – (B. Knowles, LaShaun Owens, Karim Mack, Corte Ellis, Larry Troutman, Roger Troutman, Kandice Love) – 3:37

## Singleauskopplungen
| Jahr | Titel            | Höchstplatzierung, Gesamtwochen, AuszeichnungChartplatzierungen (Jahr, Titel, , Platzierungen, Wochen, Auszeichnungen, Anmerkungen) | Höchstplatzierung, Gesamtwochen, AuszeichnungChartplatzierungen (Jahr, Titel, , Platzierungen, Wochen, Auszeichnungen, Anmerkungen) | Höchstplatzierung, Gesamtwochen, AuszeichnungChartplatzierungen (Jahr, Titel, , Platzierungen, Wochen, Auszeichnungen, Anmerkungen) | Höchstplatzierung, Gesamtwochen, AuszeichnungChartplatzierungen (Jahr, Titel, , Platzierungen, Wochen, Auszeichnungen, Anmerkungen) | Höchstplatzierung, Gesamtwochen, AuszeichnungChartplatzierungen (Jahr, Titel, , Platzierungen, Wochen, Auszeichnungen, Anmerkungen) | Höchstplatzierung, Gesamtwochen, AuszeichnungChartplatzierungen (Jahr, Titel, , Platzierungen, Wochen, Auszeichnungen, Anmerkungen) | Anmerkungen                                                                 |
| Jahr | Titel            | DE | AT | CH | UK | US | R&B | Anmerkungen                                                                 |
| ---- | ---------------- | --- | --- | --- | --- | --- | --- | --------------------------------------------------------------------------- |
| 2003 | Crazy in Love    | DE6 (15 Wo.)DE | AT6 (18 Wo.)AT | CH3 (30 Wo.)CH | UK1 (19 Wo.)UK | US1 (27 Wo.)US | R&B1 (25 Wo.)R&B | Erstveröffentlichung: 18. Mai 2003 Verkäufe: + 11.140.000; feat. Jay-Z      |
| 2003 | Baby Boy         | DE4 (14 Wo.)DE | AT18 (17 Wo.)AT | CH5 (24 Wo.)CH | UK2 (17 Wo.)UK | US1 (29 Wo.)US | R&B1 (33 Wo.)R&B | Erstveröffentlichung: 3. August 2003 Verkäufe: + 3.115.000; feat. Sean Paul |
| 2003 | Me, Myself and I | DE35 (9 Wo.)DE | AT51 (6 Wo.)AT | CH41 (8 Wo.)CH | UK11 (7 Wo.)UK | US4 (24 Wo.)US | R&B2 (33 Wo.)R&B | Erstveröffentlichung: 19. Oktober 2003 Verkäufe: + 1.810.000                |
| 2004 | Naughty Girl     | DE16 (10 Wo.)DE | AT29 (11 Wo.)AT | CH18 (17 Wo.)CH | UK10 (8 Wo.)UK | US3 (22 Wo.)US | R&B8 (20 Wo.)R&B | Erstveröffentlichung: 14. März 2004 Verkäufe: + 1.720.000                   |

## Rezeption

### Kritiken
Metacritic ermittelte für Dangerously in Love eine durchschnittliche Bewertung von 64 von 100, basierend auf 16 Kritiken. Entertainment Weekly gab dem Album die Note A- und schrieb, das Album bestätige den Geschmack der Sängerin für Innovation. AllMusic bewertete Dangerously in Love mit vier von fünf Sternen. Stephen Thomas Erlewine nannte die Platte besonders aufgrund der ersten Hälfte eine der besten „Mainstream-R&B“-Platten des Jahres 2003. 

„Still, the first half is good enough to make Dangerously in Love one of the best mainstream urban R&B records released in 2003.“

### Preise
| Verleihung                              | Jahr                      | Nominierung                                       | Auszeichnung                              | Resultat |
| --------------------------------------- | ------------------------- | ------------------------------------------------- | ----------------------------------------- | -------- |
| BET Awards, USA                         | 2004                      | Crazy in Love (Jay-Z)                             | Best Female R&B Artist                    | gewonnen |
| BET Awards, USA                         | 2004                      | Crazy in Love (Jay-Z)                             | Best Collaboration                        | gewonnen |
| BRIT Awards, UK                         | 2004                      | Dangerously In Love                               | Best International Female Solo Artist     | gewonnen |
| Grammy Awards                           |                           |                                                   |                                           |          |
| 2004                                    | Crazy in Love (mit Jay-Z) | Best R&B Song                                     | gewonnen                                  |          |
| 2004                                    | Crazy in Love (mit Jay-Z) | Best Rap/Sung Collaboration                       | gewonnen                                  |          |
| 2004                                    | Dangerously in Love 2     | Best Female R&B Vocal Performance                 | gewonnen                                  |          |
| 2004                                    | Dangerously in Love       | Best Contemporary R&B Album                       | gewonnen                                  |          |
| 2004                                    | The Closer I Get to You   | Best R&B Performance by a Duo or Group with Vocal | gewonnen                                  |          |
| International Dance Music Awards, World | 2003                      | Crazy in Love (mit Jay-Z)                         | Best R&B/Urban Dance Track                | gewonnen |
| MTV Music Video Awards                  | 2003                      | Crazy in Love (mit Jay-Z)                         | Video Music Awards Best Female Video      | gewonnen |
| MTV Music Video Awards                  | 2003                      | Crazy in Love (mit Jay-Z)                         | Video Music Awards Best R&B Video         | gewonnen |
| MTV Music Video Awards                  | 2003                      | Crazy in Love (mit Jay-Z)                         | Video Music Awards Best Choreography      | gewonnen |
| MTV Music Video Awards                  | 2004                      | Naughty Girl                                      | Video Music Awards Best Female Video      | gewonnen |
| MTV Europe Music Awards                 | 2003                      | Crazy in Love (mit Jay-Z)                         | Europe Music Awards Best R&B Song         | gewonnen |
| MTV Europe Music Awards                 | 2003                      | Crazy in Love (mit Jay-Z)                         | Europe Music Awards Best Song of the Year | gewonnen |
| MTV Video Music Awards Japan            | 2004                      | Crazy in Love (mit Jay-Z)                         | Best Collaboration                        | gewonnen |
| POP Music Awards                        | 2003                      | 03 Bonnie & Clyde (mit Jay-Z)                     | Most Performed Song                       | gewonnen |
| POP Music Awards                        | 2003                      | Crazy in Love (mit Jay-Z)                         | Most performed song                       | gewonnen |
| POP Music Awards                        | 2005                      | Baby Boy (mit Sean Paul)                          | Most performed song                       | gewonnen |
| POP Music Awards                        | 2005                      | Me, Myself and I                                  | Most performed song                       | gewonnen |
| POP Music Awards                        | 2005                      | Naughty Girl                                      | Most performed song                       | gewonnen |
| POP Music Awards                        | 2005                      | Naughty Girl                                      | Songwriter of the year                    | gewonnen |
| New Musical Express, UK (NME)           | 2003                      | Crazy in Love (mit Jay-Z)                         | NME Rocklist (End-of-Year Review)         | gewonnen |
| New Musical Express, UK (NME)           | 2003                      | Crazy in Love (mit Jay-Z)                         | NME Record of the Year (Singles)          | gewonnen |
| Nickelodeon Kids’ Choice Awards         | 2004                      | Crazy in Love (mit Jay-Z)                         | Favorite Female Performer                 | gewonnen |
| Soul Train Music Awards, USA            | 2004                      | Dangerously in Love                               | Best R&B/Soul Album                       | gewonnen |
| Vibe Awards, USA                        | 2003                      | Crazy in Love (mit Jay-Z)                         | Coolest Collaboration                     | gewonnen |

## Kommerzieller Erfolg

### Chartplatzierungen
| ChartsChartplatzierungen       | Höchstplatzierung | Wochen |
| ------------------------------ | ----------------- | ------ |
| Deutschland (GfK)              | 1 (36 Wo.)        | 36     |
| Österreich (Ö3)                | 3 (22 Wo.)        | 22     |
| Schweiz (IFPI)                 | 2 (46 Wo.)        | 46     |
| Vereinigte Staaten (Billboard) | 1 (102 Wo.)       | 102    |
| Vereinigtes Königreich (OCC)   | 1 (70 Wo.)        | 70     |

| ChartsJahrescharts (2003)      | Platzierung |
| ------------------------------ | ----------- |
| Deutschland (GfK)              | 37          |
| Schweiz (IFPI)                 | 13          |
| Vereinigte Staaten (Billboard) | 19          |
| Vereinigtes Königreich (OCC)   | 14          |

| ChartsJahrescharts (2004)      | Platzierung |
| ------------------------------ | ----------- |
| Vereinigte Staaten (Billboard) | 29          |
| Vereinigtes Königreich (OCC)   | 96          |

### Auszeichnungen für Musikverkäufe
Das Album verkaufte sich weltweit über elf Millionen Mal, davon sind über 9,7 Millionen Einheiten durch Schallplattenauszeichnungen belegt.
| Land/Region                  | Auszeichnungen für Musikverkäufe (Land/Region, Auszeichnung, Verkäufe) | Verkäufe    |
| ---------------------------- | ---------------------------------------------------------------------- | ----------- |
| Argentinien (CAPIF)          | Gold                                                                   | 20.000      |
| Australien (ARIA)            | 3× Platin                                                              | 210.000     |
| Belgien (BRMA)               | Gold                                                                   | 25.000      |
| Brasilien (PMB)              | Gold                                                                   | 50.000      |
| Dänemark (IFPI)              | 2× Platin                                                              | 40.000      |
| Deutschland (BVMI)           | Platin                                                                 | 200.000     |
| Europa (IFPI)                | Platin                                                                 | (1.000.000) |
| Finnland (IFPI)              | —                                                                      | 10.720      |
| Frankreich (SNEP)            | 2× Gold                                                                | 200.000     |
| Griechenland (IFPI)          | Gold                                                                   | 10.000      |
| Italien (FIMI)               | Gold                                                                   | 25.000      |
| Japan (RIAJ)                 | Gold                                                                   | 100.000     |
| Kanada (MC)                  | 3× Platin                                                              | 300.000     |
| Neuseeland (RMNZ)            | Platin                                                                 | 15.000      |
| Niederlande (NVPI)           | Gold                                                                   | 40.000      |
| Norwegen (IFPI)              | Gold                                                                   | 20.000      |
| Österreich (IFPI)            | Gold                                                                   | 15.000      |
| Portugal (AFP)               | Silber                                                                 | 10.000      |
| Russland (NFPF)              | Platin                                                                 | 20.000      |
| Schweden (IFPI)              | Gold                                                                   | 30.000      |
| Schweiz (IFPI)               | Platin                                                                 | 40.000      |
| Spanien (Promusicae)         | Gold                                                                   | 50.000      |
| Vereinigte Staaten (RIAA)    | 7× Platin                                                              | 7.000.000   |
| Vereinigtes Königreich (BPI) | 4× Platin                                                              | 1.300.000   |
| Insgesamt                    | 1× Silber · 13× Gold · 24× Platin ·                                    | 9.730.720   |

Hauptartikel: Beyoncé/Auszeichnungen für Musikverkäufe